# Altmarks voetbalkampioenschap 1913/14
In 1913/14 werd het vierde Altmarks voetbalkampioenschap gespeeld, dat georganiseerd werd door de Midden-Duitse voetbalbond. FC Herta Wittenberge werd kampioen. Omdat de competitie tot mei gespeeld werd en de Midden-Duitse eindronde reeds in maart begon werd er dit jaar opnieuw geen deelnemer uit Altmark afgevaardigd. 

## 1. Klasse
| Plaats | Club                         | Wed.        | W           | G           | V           | Saldo       | Ptn.        |
| ------ | ---------------------------- | ----------- | ----------- | ----------- | ----------- | ----------- | ----------- |
| 1.     | FC Herta 1909 Wittenberge    | 12          | 10          | 1           | 1           | 59:24       | 21:03       |
| 2.     | 1. FC Saxonia 07 Tangermünde | 12          | 9           | 1           | 2           | 40:19       | 19:05       |
| 3.     | FC Minerva 09 Wittenberge    | 12          | 6           | 1           | 5           | 27:22       | 13:11       |
| 4.     | FC Viktoria 09 Stendal       | 12          | 5           | 1           | 6           | 27:22:00    | 11:13       |
| 5.     | RBC 1909 Rathenow            | 12          | 4           | 1           | 7           | 24:44:00    | 09:15       |
| 6.     | FC Pfeil Rathenow            | 12          | 3           | 0           | 9           | 17:39       | 06:18       |
| 7.     | SC Preußen Stendal           | 12          | 2           | 1           | 9           | 11:35       | 05:19       |
| 8.     | FC 1909 Salzwedel            | Uitgesloten | Uitgesloten | Uitgesloten | Uitgesloten | Uitgesloten | Uitgesloten |

Salzwedel werd wegens aanhoudend onsportief gedrag uit de competitie gezet, reeds gespeelde wedstrijden werden geannuleerd. 
|  | Kampioen |